# اولگ استویانوفسکی
اولگ استویانوفسکی (روسی: Олег Владиславович Стояновский؛ IPA: [ɐˈlʲek stə(ɪ̯)ɪˈnofskʲɪɪ̯]؛ زادهٔ ۲۶ سپتامبر ۱۹۹۶) بازیکن والیبال ساحلی اهل روسیه است.